# エイジ オブ エンパイアIII
『エイジ オブ エンパイアIII』（原題：Age of Empires III）はマイクロソフトによるリアルタイムストラテジーゲーム、『エイジ オブ エンパイア』シリーズの第3作目。開発はアンサンブルスタジオ社。アメリカ合衆国では2005年10月18日に発売され、日本では2006年1月27日に発売された。拡張パックは2つリリースされており、『ザ ウォーチーフ』（原題：The War Chief）は2006年10月6日に発売され、日本では2006年12月15日に発売された。『ザ ウォーチーフ』ではアメリカ先住民族の3つの文明が追加される。また、拡張パック第2弾『アジアの覇王』（原題：The Asian Dynasties）は2007年10月23日に発売され、日本では2007年11月16日に発売された。『アジアの覇王』ではアジアの3つの文明が追加される。
『エイジ オブ エンパイアIII』と『ザ ウォーチーフ』をセットにした『エイジ オブ エンパイア III：ゴールド エディション』、3作全てをセットにした『エイジ オブ エンパイア III：コンプリート コレクション』も発売された。

## 概要
これまでのシリーズと同様に、プレイヤーは「町の中心」と「町の人」を中心にゲームを展開し、マップの開拓から資源の採集、施設の建造、軍隊の養成を行い、最終的に敵対勢力の排除を目指す。今作ではスペイン、イギリス、フランス、ポルトガル、オランダ、ロシア、ドイツ、オスマン帝国という8つのヨーロッパ列強の中から一つを選び、アメリカ新大陸に植民地を拡げるという、大航海時代から帝国主義の時代を背景にした設定になっている。大きな新要素としては後述するホームシティ制度が導入された。時代は発見の時代、植民の時代、要塞の時代、工業の時代、帝国の時代という5つの段階で進化する。拡張版のウォー・チーフでは帝国の時代の代わりに革命という新たなシステムが盛り込まれた。最後の進化の代わりに革命を選択することで、町の人やクルールは植民地民兵となり、町の人による資源収集ができなくなるものの強力な兵器をカードによって入手できるようになる。

### キャンペーン
今作にも前2作と同様にキャンペーン（シングルプレイのストーリーモード）がある。今作は新大陸アメリカでのオッサス団という秘密結社とブラック家の戦いとなっており、前2作と異なり史実ではない。しかし、ジョージ・ワシントンやシモン・ボリバルなどの歴史上の人物やヨハネ騎士団といった実在した組織が登場する。
血の章
スコットランド生まれの聖ヨハネ騎士団の騎士、モーガン・ブラックはマルタ包囲戦でオスマン帝国のシャーヒンと戦いを繰り広げていた。シャーヒンがアメリカに去ると騎士団長アラン・マニャンと共に新大陸に向かった。そこで待ち受けていたのは不老不死を目指すオッサス団という秘密結社であった。やがてモーガンが月の泉がフロリダにあることを突き止めオッサス団に決戦を挑む。
氷の章
モーガン・ブラックの孫、ジョン・ブラックはアメリカの入植地でイロコイ族と共に暮らしていた。チェロキー族の襲撃によってイロコイと組んで戦いを始めるが、フレンチ・インディアン戦争が起きてしまう。ロシアと組んだオッサス団がこの機に攻め入ろうとしたが、ジョンが進撃を食い止めることとなる。
鋼の章
ジョンの孫娘アメリア・ブラックが主人公。アメリカが西部拡大を華々しく繰り広げた時代に、亡き父から引き継いだ鉄道会社を再建すべく奮闘する最中にオッサス団の陰謀に巻き込まれてゆく。

## ゲームプレイ

### 時代
多くのリアルタイムストラテジー同様、プレイヤーはいくつかの技術段階を進めることができる。進化することにより、より強力な研究や、ユニット、建物を使用することができるようになる。『エイジ オブ エンパイア』シリーズにおいては、この段階のことを「時代」と呼び、歴史上におけるある期間をあらわす。発見の時代は、ヨーロッパ人によるアメリカ大陸の発見と探索の時代をあらわし、プレイヤーはマップを探索し、経済の基盤を築く。「植民の時代」は、新世界におけるヨーロッパの伸張をあらわし、初期の軍事ユニットが使用できるようになる。「要塞の時代」は、ヨーロッパ植民地の要塞化の時代をあらわし、要塞が使用可能になり、より強力な軍隊を編成することができるようになる。「工業の時代」では、強力な経済力を獲得し、資源や砲撃兵器を生産する工場が使用可能になり、デッキの最上位のカードまで使えるようになる。「帝国の時代」では、すべての建物や研究が使用可能になる。どの時代も進化するのに食料が必要であり、発見の時代からの進化を除くすべての進化で金貨も必要となる。後の時代になるほどコストは高くなるが、文明による差異はない。
『エイジ オブ ミソロジー』シリーズの「従神」システムと同じように、『エイジ オブ エンパイアIII』は進化時のボーナスを選択できる「政治家」システムを採用している。進化しようとするとプレイヤーは複数の「政治家」からひとつを選択することができ、選択したものによって異なるボーナスを手にすることができる。プレイヤーのホームシティ・レベルが向上するに従い、より多くの政治家の中から選択することができるようになる。
拡張版『アジアの覇王』で追加された3文明(中国、インド、日本)は上記のような町の中心によってではなく、進化に必要な資源がたまり次第、町の人を使用して「民族の象徴」を建設し、建造の完了とともに次の時代への進化が完了する。「民族の象徴」はそれぞれ資源の生成やユニットの強化といったさまざまな効果を備えており、文明全体に影響を及ぼすものが多い。

### ホームシティ
プレイヤーはゲーム開始時にホームシティ（本国）から与えられる探索者とわずかな資源、入植者を使い、新大陸を開拓する。
ゲーム中におけるさまざまな行動（戦闘やユニット生産など）で経験値を獲得することができ、これが一定以上に達するたびにカードを使うことができる。カードの効果はホームシティからの搬送という形をとっており、資源ケースであったり、ユニットの一団であったり、新たなテクノロジーであったり、さまざまである。
ホームシティーにはレベルがあり、経験値の累計によってレベルが上がる。レベルが上がると、新たなカードを選択し、自分のデッキに組み込むことができる。これは、次回以降のゲームで使用することができる。
従って、ホームシティのレベルが高いほど幅の広い戦略をとることができる。
また、ホームシティの建物や街の人をカスタマイズすることもできる。ただし、これは外観上のことであり、ゲームの進行そのものには全く影響しない。このカスタマイズ機能はザ・ウォーチーフ以降登場の文明についてはカットされている。

## 登場する文明
プレイヤーが操作できる文明は次のようなものがある。
| 『エイジ オブ エンパイア III』で登場する文明 | 『エイジ オブ エンパイア III』で登場する文明 | 『エイジ オブ エンパイア III』で登場する文明 | 『エイジ オブ エンパイア III』で登場する文明 | 『エイジ オブ エンパイア III』で登場する文明 |
| -------------------------------------------- | -------------------------------------------- | -------------------------------------------- | --- | -------------------------------------------- |
| 国旗                                         | 文明                                         | ホームシティ                                 | 特徴 | 指導者                                       |
|                                              | オスマン帝国                                 | イスタンブール                               | 入植者が町の中心から自動的に無料で生産される。モスクにより入植者の生産力がアップする。 | スレイマン1世                                |
|                                              | フランス                                     | パリ                                         | 採集効率が高く、軽歩兵としても使える入植者のクルールが町の人となる。 また騎兵が強い。 | ナポレオン                                   |
|                                              | ロシア                                       | サンクトペテルブルク                         | 歩兵と入植者を、安くまとめて早く生産できる。歩兵育成所と前哨が一体化したトーチカを建造できる。 | イワン雷帝                                   |
|                                              | ポルトガル                                   | リスボン                                     | 時代が進むたびに無償で町の中心を作成できる幌馬車が入手できる。探索者がSpygrassのユニークテクニックを持つ。 | エンリケ航海王子                             |
|                                              | スペイン                                     | セビリア                                     | ホームシティーからの搬送に必要な経験値が他文明の68パーセントで済む。 | イサベル女王                                 |
|                                              | オランダ                                     | アムステルダム                               | 入植者の人口上限が少なく作成に金貨が必要だが、金貨を自動生産する銀行を建造できる。 | ナッサウ伯マウリッツ                         |
|                                              | イギリス                                     | ロンドン                                     | 通常の家の代わりに、建造すると入植者を獲得できるマナーハウスを建造できる。 | エリザベス1世                                |
|                                              | ドイツ                                       | ベルリン                                     | ほとんどのホームシティ搬送に無料のウーランがついてくる。 その代わりカード使用の必要経験値が他文明の114パーセントと、使用に時間がかかる。 通常の入植者に加え、カードを使用した場合にのみ入手できる通常の入植者より能力が高い「入植者の馬車」の、計2種類の入植者がいる。           | フリードリヒ大王                             |
| 拡張版『ザ ウォーチーフ』で登場する文明      |                                              |                                              | |                                              |
|                                              | イロコイ                                     | コグナウォガ                                 | 戦士長のオーラによって周辺ユニットのヒットポイントが増加する。建物を無料で建造できるトラヴォイが利用できる。 | ハイアワサ                                   |
|                                              | スー                                         | ハンクパパ                                   | 戦士長のオーラによって周辺ユニットの速度が増加する。 人口上限が最初から200人で、家を建てる必要がない。 周辺のユニットのヒットポイントを増加させるティーピーを建造できる。 | ゴール                                       |
|                                              | アステカ                                     | テノチティトラン                             | 戦士長のオーラによって周辺ユニットによって得られる経験値が二倍になる。ファイヤーピットでの踊りに二倍の効果を発揮する戦闘神官を作成できる。 | クアウテモク                                 |
| 2つめの拡張版『アジアの覇王』で登場する文明  |                                              |                                              | |                                              |
|                                              | 中国                                         | 北京                                         | 一度に歩兵3+騎兵3など2ユニットの組みあわせを同時に作成する。最大人口制限が他文明+20の220。敵の兵士を寝返らせる門下生というユニットがいる。 | 康熙帝                                       |
|                                              | インド                                       | デリー                                       | 牛を神殿で祭る事によってより多くの経験値を得る。 強力な戦力である戦象ユニットが数種類いる。 戦士長と似たような働きをするマンサブダールがいる。 カードを使用すると無料の農民が1人が付いてくる（カードによってセポイ2に変換可能）が、必要経験値が他文明の108パーセント必要となる。 | アクバル大帝                                 |
|                                              | 日本                                         | 江戸                                         | 他文明と違い獣と家畜から肉を採取出来ず、社に獣を集めるか植物系からの採取になる。 戦士長と似たような働きをしユニットまで作成できる大名がいる。 軍事は能力は高いがコストが高く少数精鋭。                                                                                           | 徳川家康                                     |

また、これ以外に次の先住民部族が登場する。これらはマップ上に存在する部落に交易所を建造することにより、それぞれ特有のユニットやテクノロジーが利用できるようになる。
- アステカ - ジャガーウォリア、イーグルウォリア
- イロコイ - イロコイトマホーク、マントレット
- インカ - インカ神兵、インカ投げ縄兵
- カリブ - 吹き矢兵、カリブ伏兵
- クリー - クリー族のライフル兵、クリー探索兵
- コマンチ - コマンチ騎馬射手
- セミノール - セミノール鮫歯弓兵
- チェロキー - チェロキーライフル兵
- トゥビ - トゥビブラックウッド射手
- ヌートカ - ヌートカ棍棒兵、ヌートカ族長
- マヤ - マヤホルカン槍兵、祈祷師
- ラコタ - ラコタ斧騎兵
- ナヴァホ - ナヴァホライフル兵
- ヒューロン - ヒューロンマントレット
- サポテカ - サポテカライトニングウォーリア
- マプチェ - マプチェアイアンウッド棍棒兵
- アパッシュ - アパッシュ騎兵
- クラマス - クラマスライフル兵
- ショーニー - ショーニー騎兵
- 少林寺 - 藤牌兵
- イエズス会 - コンキスタドール
- 禅寺 - 僧兵
- スーフィー - ウォーエレファント
- ウダーシー - チャクラム
- バクティ - タイガークロー

ただし、拡張版ではアステカ、イロコイおよびラコタ(スー)はプレイヤーが操作できるようになったため交易所によって利用することはできない。

## 登場ユニット
印は拡張版で追加されたユニットを示す。
- 英雄
  - 探索者
  - 探索者の犬
  - ウォーチーフ*
  - 少林老師（中国固有）**
  - 一向宗（日本固有）**
  - バラモン（インド固有）**
- 歩兵
  - 民兵 - ウォーリア（ウォーチーフ）* - 衛兵（アジア）** - 非正規兵（アジア）**
  - マスケット銃兵 - イェニチェリ（オスマン帝国固有） - 植民地民兵（革命）* - トマホーク（イロコイ固有）* - 足軽（日本固有）** - セポイ（インド固有）**
  - 石弓兵 - 長弓兵（イギリス固有） - マセワルティン（アステカ固有）* - アローナイト（アステカ固有）* - アエンナ（イロコイ固有）* - セタン弓戦士（スー固有）* - 和弓兵（日本固有）** - 連弩兵（中国固有）**
  - スカーミッシャー - カサドール（ポルトガル固有） - ストレレッツ（ロシア固有） - フォレストプロウラー（イロコイ固有）* - ワキナライフル（スー固有）* - 火縄銃兵（中国固有）** - グルカ（インド固有）**
  - 長槍兵 - 矛槍兵 - ロデレロ（スペイン固有） - ドッペルゾルドナー（ドイツ固有） - ピューマ槍兵（アステカ固有）* - ジャガープロウルナイト（アステカ固有）* - スカルナイト（アステカ固有）* - 棍棒戦士（スー固有）* - 侍（日本固有）** - 中国槍兵（中国固有）** - 長刀剣士（中国固有）** - ラージプート（インド固有）** - ウルミン剣士（インド固有）**
  - スパイ - 間者（日本固有）**
- 騎兵
  - ハサー - ランセロ（スペイン固有） - コサック（ロシア固有） - オプリーチニック（ロシア固有） - ウーラン（ドイツ固有） - キュイラシェ（フランス固有） - カンヤ騎馬兵（イロコイ固有）* - 斧騎兵（スー固有）* - ドッグソルジャー（スー固有）* - タシュンカプロウラー（スー固有）* - 薙刀騎兵（日本固有）** - ステップ騎兵（中国固有）** - 鉄製連棍騎兵（中国固有）** - 隕石槌騎兵（中国固有）** - ソワル（インド固有）** - マハウト槍兵（インド固有）**
  - 竜騎兵 - 戦闘馬車（ドイツ固有） - ロイテル（オランダ固有） - マスケット銃騎兵（イロコイ固有）* - ライフル騎兵（スー固有）* - ザンブーラキ（インド固有）** - ハウダー（インド固有）**
  - 弓騎兵 - ボウライダー（スー固有）* - 流鏑馬兵（日本固有）** - ケシク（中国固有）**
  - フレイルエレファント（インド固有）**
- 軽歩兵（近接騎兵扱いの歩兵）*
  - コヨーテランナー（アステカ固有）* - 門下生（中国固有）**
- 軽歩兵（遠隔騎兵扱いの歩兵）*
  - イーグルランナーナイト（アステカ固有）*
- 傭兵
  - 高地連隊兵
  - イェーガー
  - スイス傭兵
  - ランツクネヒト
  - 浪人
  - 山伏**
  - 忍びの者**
  - 倭寇僧侶**
  - 倭寇浪人**
  - 倭寇海賊**
  - 倭寇騎馬兵**
  - バルバリア海賊
  - シパーヒー
  - ストラディオット
  - ハッカペル
  - マムルーク
  - 黒騎兵
  - 清国弓騎兵
  - 忍者
  - レネゲート*
  - ピストレロ*
  - エレメティ*
  - コマンチェロ*
  - 鉄人部隊兵**
  - ジャート槍兵**
  - 用心棒**
  - 盗賊団**
  - マラータ強盗団**
  - アーソニスト**
- 砲兵／攻城兵
  - 射石砲
  - ファルコネット砲 - 野戦砲 - オルガン砲（ポルトガル固有） - 騎馬砲兵 - 和製臼砲（日本固有）** - 手持臼砲（中国固有）**
  - 擲弾兵 - アブス砲（オスマン帝国固有）
  - 重カノン砲 - ロケット砲（イギリス固有） - 大型射石砲（オスマン帝国固有）
  - 軽カノン砲
  - カルバリン砲
  - ガトリング砲*
  - 臼砲 - 榴弾砲
  - 破城槌（イロコイ固有）*
  - マントレット（イロコイ固有）*
  - ペタード - ニトロペタード**
  - 火矢（日本固有）**
  - 神火飛鴉兵（中国固有）**
  - 火炎放射器（中国固有）**
  - シージエレファント（インド固有）**
- 軍艦
  - 私掠船
  - カヌー
  - 小型帆船
  - ガレー船（オスマン帝国固有）
  - 和船（日本固有）**
  - 安宅船（日本固有）**
  - 鉄甲船（日本固有）**
  - 爆破工作船（中国固有）**
  - 福船（中国固有）**
  - 軍用ジャンク船（中国固有）**
  - 火炎ジャンク船（中国固有）**
  - 倭寇ジャンク船**
  - ガレオン船
  - フライト船
  - フリゲート艦
  - モニター艦
  - 甲鉄船
- 民族の象徴**
  - 頤和園 - 孔廟 - 天壇 - 大報恩寺塔 - 白塔（中国固有）
  - 幕府 - 鳥居 - 大仏 - 東照宮 - 金閣寺（日本固有）
  - アーグラ城塞 - チャール・ミナール門 - カルニ・マーター - タージ・マハル - 勝利の塔（インド固有）

## ファンパッチ
開発元であるアンサンブルスタジオが閉鎖されるのが確定した後、ユーザーコミュニティであるAgeSanctuaryが主導してパッチファイル（ファンパッチ）を制作・配布している。 その内容には、ユニットの能力などのバランス修正・追加マップ・バグ修正などが含まれる。現在（2009年8月）の最新パッチはAS1.1aである。ただユーザー主導とはいえ、アンサンブルスタジオ側のスタッフも関わり、初版のFP1.0は公式パッチとして配布することも出来るほどであった（が、公式パッチにしてしまうと今後のサポートが出来なくなるために公式とはしなかった）。
ファンパッチについて、現在の開発元Robot EntertainmentのスタッフAloysiusは、AgeSanctuaryにおいて、「ファンパッチを作成するようなファンの情熱はうれしく、喜んでそのサポートもするが、将来の公式パッチにおいて、ファンパッチを導入しているごく少数のファンのためだけにゲームを大きく変えるような変更を加えることはない」と述べている。
このパッチを適用した後でもオンライン対戦システムであるESOは問題無くプレー可能であり（ただし対戦できるのは同バージョンのファンパッチを導入したプレーヤー間のみ）、TAD Patch Launcherと呼ばれるツールによって、公式パッチへ戻すことが出来る。